# Odometría
La odometría es el uso de datos de sensores de movimiento para estimar el cambio de la posición con respecto al tiempo. Es usada en la robótica para la estimación de la posición de vehículos con ruedas durante la navegación. Para realizar esta estimación se usa información sobre la rotación de las ruedas para estimar cambios en la posición a lo largo del tiempo. Este término también se usa a veces para referirse a la distancia que ha recorrido uno de estos vehículos (pudiéndose emplear otros sensores para su cálculo, como la odometría visual).
La palabra "odometría" se compone por las palabras griegas hodos ("viajar", "trayecto") y metron ("medida").

## Odometría en robótica
Los robots móviles usan la odometría para estimar (y no determinar) su posición relativa a su localización inicial.
Es bien sabido que la odometría proporciona una buena precisión a corto plazo, es barata de implantar, y permite tasas de muestreo muy altas. Sin embargo la idea fundamental de la odometría es la integración de información incremental del movimiento a lo largo del tiempo, lo cual conlleva una inevitable acumulación de errores. En concreto, la acumulación de errores de orientación, causa grandes errores en la estimación de la posición, los cuales van aumentando proporcionalmente con la distancia recorrida por el robot. A pesar de estas limitaciones, muchos investigadores están de acuerdo en que la odometría es una parte importante del sistema de navegación de un robot, y que debe usarse con medidas del posicionamiento absolutas para proporcionar una estimación de la posición más fiable. 
La odometría se basa en ecuaciones simples que se pueden implementar fácilmente y que utilizan datos de encoders situados en las ruedas del robot. Sin embargo, la odometría también está basada en la suposición de que las revoluciones de las ruedas pueden ser traducidas en un desplazamiento lineal relativo al suelo. Esta suposición no tiene una validez absoluta. Un ejemplo extremo es cuando las ruedas patinan: si por ejemplo, una rueda patina sobre una mancha de aceite y la otra no, entonces el encoder asociado registrará revoluciones en la rueda, a pesar de que éstas no correspondan a un desplazamiento lineal de la rueda. 
Además de este ejemplo hay muchas otras razones más sutiles por las cuales se pueden producir imprecisiones en la traducción de las lecturas del encoder de la rueda a un desplazamiento lineal. Todos estos errores se pueden agrupar en dos categorías: errores sistemáticos, y errores no sistemáticos. 
Entre los errores sistemáticos destacan
- Los diámetros de las ruedas no son iguales.
- La media de los diámetros de las ruedas difieren del diámetro de fábrica de las ruedas.
- Mal alineamiento de las ruedas.
- Resolución discreta (no continua) del encoder.
- La tasa de muestreo del encoder es discreta.

Entre los errores no sistemáticos se encuentran:
- Desplazamiento en suelos desnivelados.
- Desplazamiento sobre objetos inesperados que se encuentren en el suelo.
- Patinaje de las ruedas debido a:
  - Suelos resbaladizos.
  - Sobre-aceleración.
  - Derrapes (debidos a una rotación excesivamente rápida).
  - Fuerzas externas (interacción con cuerpos externos).
  - No hay ningún punto de contacto con el suelo.

Una clara distinción entre errores sistemáticos y no sistemáticos es de gran importancia a la hora de reducir los errores en la odometría. Por ejemplo, los errores sistemáticos son específicamente graves, porque se acumulan constantemente. En muchas superficies no rugosas de entornos interiores, los errores sistemáticos contribuyen muchos más a los errores en la odometría que los errores no sistemáticos. Sin embargo, en superficies que agarran bien con irregularidades significativas, son los errores no sistemáticos los que predominan. El problema de los errores no sistemáticos es que pueden aparecer inesperadamente (por ejemplo cuando el robot pasa por encima de un objeto que se encuentra en el suelo), y pueden causar errores muy grandes en la estimación de la posición. 
Cabe destacar que muchos investigadores han desarrollado algoritmos para estimar la incertidumbre en la posición de un robot que utiliza odometría. Según estos enfoques, cada posición calculada por el robot está rodeada por una elipse de error característica, la cual indica la región de incertidumbre para la posición actual del robot.
Estas elipses crecen a medida que la distancia recorrida aumenta, a no ser que un sistema de estimación de la posición absoluto reduzca el crecimiento de la incertidumbre y por lo tanto ponga a cero el tamaño de la elipse de error. Estas técnicas de estimación del error se basan en estimación de parámetros derivados de los errores sistemáticos, puesto que la magnitud de los errores no sistemáticos es siempre impredecible.
- Datos: Q2014717
- Multimedia: Odometry / Q2014717